# Carlo Sanseverino
Carlo Francesco Maria Sanseverino, XVIII barone di Marcellinara (Marcellinara, 19 novembre 1847 – Marcellinara, 30 giugno 1919), è stato un imprenditore e politico italiano.

## Biografia
Discendente dal ramo Domanico, Marcellinara, Malvito, Mendicino, Rocca Augitola e San Fele dei Sanseverino, dinastia nobiliare annoverata tra le serenissime sette grandi case del Regno di Napoli, sostenitore dell'unità italiana, è stato consigliere comunale, assessore e sindaco a Marcellinara, sede dell'amministrazione delle vaste tenute agricole di famiglia. Consigliere provinciale e membro della deputazione provinciale di Catanzaro, tre volte deputato, è stato nominato senatore a vita nel 1913.